# Tudor Edmund angol királyi herceg
Tudor Edmund (London, 1499. február 21. – 1500. június 19.) VII. Henrik angol király és Yorki Erzsébet angol királyné hatodik gyermeke volt. Alig több mint egy évet élt.

## Élete
Tudor Edmund a londoni Greenwich-palotában született. Az újszülöttet február 24-én keresztelték meg. Hat testvére - Artúr, Henrik, Margit, Mária, Erzsébet és Katalin - volt.
Egy hónapos korában meglátogatta Margit, Henrik és Mária nevű testvére, valamint Morus Tamás és annak barátja, Erasmus. A kisfiú születése után automatikusan megkapta a Somerset hercege címet, ám a hivatalos beiktatási ceremóniára már nem kerülhetett sor, mivel 1500. június 19-én, 14 hónaposan meghalt egy gyermekbetegség következtében. Tudor Edmundot a  Westminster apátságban temették el.